# Грушівка (Сяноччина)
Грушівка, Gruszówka (у 1977-1981 роках Groszówka) — колишнє поселення, неіснуюче село, розташоване на східному березі річки Сан між селами Яблониця Руська та Улуч, розташоване в історичній Сяноцькій землі.
Місцевість належить до гміни Дидня Підкарпатського воєводства. До 1772 року входило до Мжиглодського повіту Самбірської економії.
Перша згадка про село датується 1442 роком під назвою Грушівка. У 1758 році тенутарієм села був Ігнацій Ромер з Хирова. Наприкінці ХІХ століття в його околицях були знайдені поклади нафти, які розроблялися і в ХХ столітті.
У середині ХІХ століття власником табличного маєтку в Грушівці був Теодор Терґонде.
До 1918 р. католики села належали до латинської парафії в Мриголоді. До 1947 року в ньому проживали переважно бойки (українського та волоського походження). Під час операції «Вісла» повністю виселені. До 1939 року в селі була садиба та винокурний завод Хаїма Сіллера.
Нині про існування села на цьому місці свідчить каплиця св. Яна та дорожній знак з назвою Hroszówka.